# أبولو 12
أبولو 12 هي الرحلة الثانية من برنامج أبولو لهبوط الإنسان على القمر. وقامت الرحلة أربعة أشهر من بعد هبوط أبولو 11 على القمر. وكان الغرض منها القيام بهبوط أكثر دقة في منطقة تسمي بحر العواصف، بالقرب من مسبار سيرفيور 3 الذي كان قد سبق إرساله إلى القمر في أبريل 1967، والعودة بنتائج اختباراته على سطح القمر التي أتمها خلال فترة بقائه. وقد عاد رواد الفضاء بمجموعة من صخور القمر ومن تربته تقدر بنحو 34 كيلوجرام ليتم دراستها على الأرض.

## الطاقم
في يوم 10 أبريل 1969 وبفترة قصيرة بعد نجاح رحلة أبولو 9 والتي اختبرت خلالها ناسا مناورة اشتباك المركبة القمرية Lunar Module بمركبة الفضاء Command and Service Module في مدار حول الأرض، أعلنت ناسا أسماء طاقم بعثة أبولو 12. وفي حالة فشل أبولو 11 للهبوط على القمر، كان من المقرر أن يقوم نفس طاقم أبولو 11 بالمحاولة مرة ثانية في رحلة أبولو 12.
وكالمعتاد فقد اختير الطاقم الاحطياطي ل أبولو 9 للقيام بتلك البعثة. واختير شارلز كونراد ليكون قائد الطاقم، وكان كونراد حتى ذلك الوقت قد طار في برنامج جيميني 8 وجيميني 11 بنجاح. كما عين ريشارد جوردن قبطانا لمركبة القيادة (مركبة الفضاء)، وكان جوردن قد قام بنجاح برحلة جيميني 11 تحت قيادة كونراد. واكتمل طاقم أبولو 12 باختيار رائد جديد وهو ألان بين. وكان ألان بين طبقا لنظام طيران ناسا المتسم بدورية الاختيار، رائد فضاء من المجموعة الثالثة، والذي كان منتظرا تعيينه. وأصبح ألان بين قبطان المركبة القمرية Lunar Module.
بدأ بعد ذلك تخصص كل من القائد والقبطانين اتمام تدريباتهم على الأجهزة المماثلة الأرضية Simulator، كما اشتركوا في برامج تعليمية للتعرف على أنواع الصخور والأحجار بمساعدة جيولوجيين استعانت بهم ناسا لهذا الغرض.

### الطاقم الاحتياطي
ديفيد سكوت = القائد
ألفريد وردن = قبطان المركبة الرئيسية

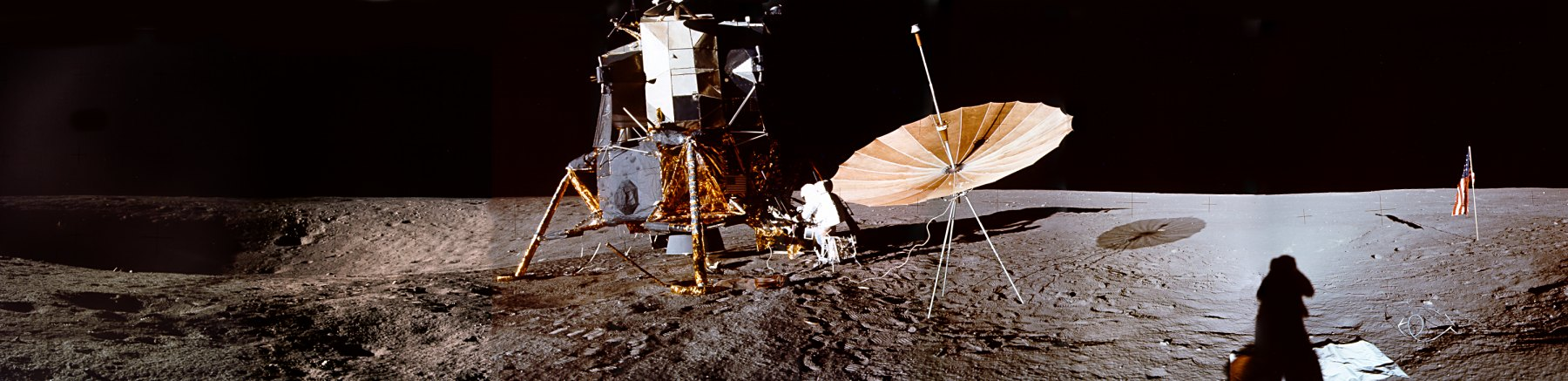
أبولو 12 على سطح القمر.

جيمس إروين = قبطان مركبة الهبوط على القمر
- وقد قام هذا الطاقم فيما بعد ببعثة أبولو 15.

### فريق الدعم
- جيرارد كار
- ادوارد جيبسون
- باول وايتز.

## التجهيز للرحلة
وصلت وحدات الثلاثة مراحل للصاروخ ساتورن 5 إلى مركز كينيدي للقضاء ب فلوريدا بين شهر مارس وشهر مايو 1969. وأطلق على وحدة قيادة المركبة رقم CSM-108 اسم يانكي كليبر  Yankee Clipper، واسم انتربيد Intrepid على مركبة الهبوط على القمر.
وتحمل الشارة الرمزية لرحلة أبولو 12 منظر سفينة شراعية (Clipper)، وهذا يشير إلى أن الثلاثة رواد الفضاء لبعثة أبولو 12 كانوا ينتمون إلى البحرية الأمريكية. ويبدو خلفهم 4 نجوم يمثلون الثلاثة رواد المعينين، بالإضافة إلى كليفتون وليامز وهو رائد الفضاء الذي كان مختارا كقبطان للمركبة القمرية، لكنه لقي حتفه في حادث طيران عادي يوم 5 أكتوبر 1967، وبذلك عـُين ألان بين في الطاقم بدلا عنه.
وفي يوم 8 سبتمبر 1969 نـُقل الصاروخ ساتورن 5 على الزحافة الفولاذية الجبارة كراولر (تزن نحو 6000 طن) إلى قاعدة الإطلاق رقم 39A. واكتـُشف تنفيس في خزان الصاروخ أبولو في يوم 10 سبتمبر، مما أدى إلى فك الخزان واستبداله بخزان كان مخصصا لرحلة أبولو 13.
وقام بالاتصال برواد الفضاء أثناء الرحلة (والاتصال يتم بموجات الراديو) من القاعدة Capcom هيوستن فريق الدعم، وانضم إليهم أحد رواد الفضاء وهو دون ليند.

### الإطلاق
تم إطلاق أبولو 12 يوم 14 نوفمبر 1969 في تمام الساعة 16:22 حسب التوقيت العالمي المنسق UTC خلال عاصفة، وأصيبت أبولو 12 مرتين بالبرق وكان ذلك في الثانية 37 و52 بعد الإطلاق مما أدى إلى انقطاع الكهرباء في أجهزة الصاروخ. ولكن من حسن الحظ استعادت الدوائر الكهربائية في الصاروخ فاعليتها بعد وصولها إلى مدار حول الأرض، ما عدا فساد بعض أجهزة القياس، إلا أن الإقلاع قد تم بنجاح. وبعد عملية فحص دقيقة قام بها رواد الفضاء والتبين من أنه لا يوجد عائق نحو القيام بالرحلة، أطلقوا المحرك الصاروخي لوحدة الخدمة Service Module لكي يوصلهم القمر بعد ثلاثة أيام ونصف يوم.
ثم دخل كونراد وألان بين من خلال الدهليز إلى مركبة الهبوط على القمر Lunar Module في وقت مبكر عن الموعد المخطط له وذلك من أجل التأكد من أن ضربات البرق لم تؤثر على عمل انتربيد، وأن المركبة صالحة للهبوط على القمر.

### على سطح القمر

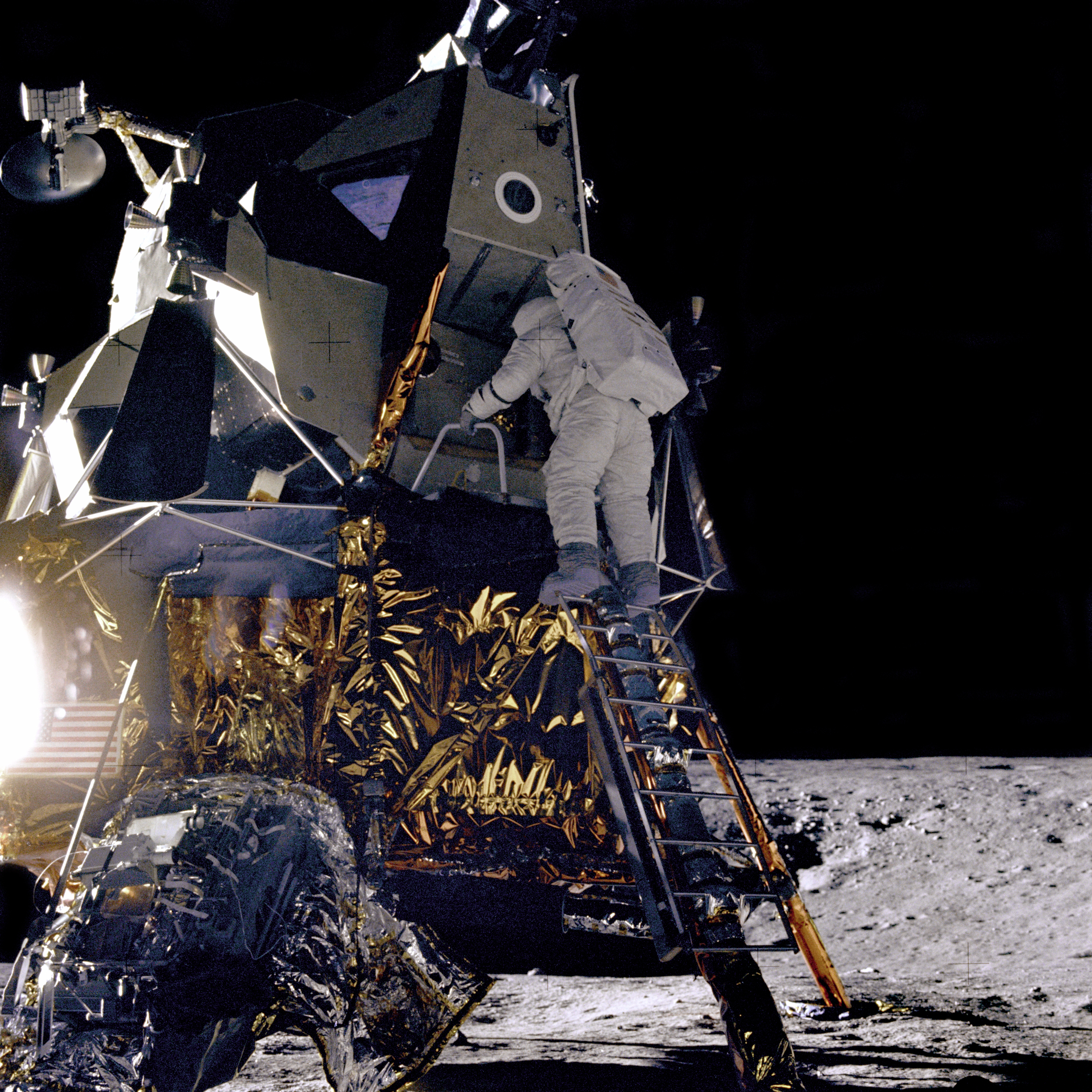
ألان بين يهبط من المركبة القمرية. (NASA)

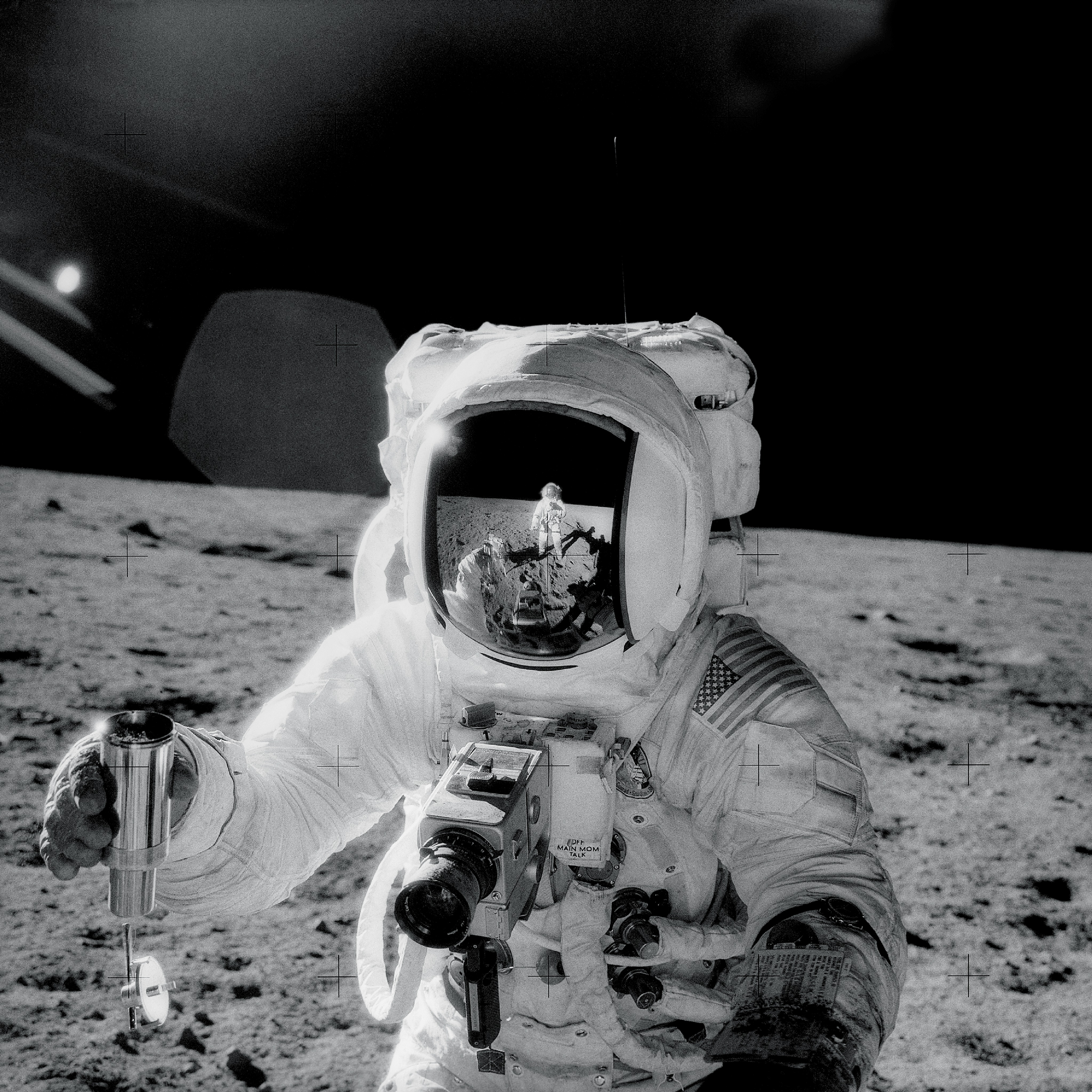
صورة ألان بين التقطها كونراد، وانعكست صورة كونراد على خوذة بين (NASA).

اختير لهبوط أبولو 12 مكانا على القمر محدد ب 3 درجات و11 دقيقة و51 ثانية على دائرة استوائية جنوبية، و23 درجة و23 دقيقة و8 ثوان على خط الطول الغربي، وهي منطقة تسمى بحر بروسيلاروم، أي بحر العواصف. وقد وقع الاختيار على ذلك المكان بالذات بغرض استرجاع نتائج القياسات التي أجراها مسبار الفضاء سرفيور 3 والذي سبق أن هبط على القمر في 20 أبريل 1967. واستطاع كونراد وألان بين الهبوط بالمركبة القمرية يوم 19 نوفمبر 1969 في تمام الساعة 06:54 بالتوقيت العالمي المنسق UTC، وكانوا على بعد 163 متر من المسبار.
استطاع كونراد رؤية المسبار على سطح القمر عنما كان يسبح بمركبة الفضاء في مدار حول القمر للمرة الثانية. وبعد الهبوط استطاع أيضا جوردن رؤية المسبار وبالقرب منه المركبة الفضائية إنتربيد  خلال دوراته بالمركبة الرئيسية وحيدا في مدار حول القمر. وكان على ارتفاع 110 كيلومتر من سطح القمر.
وعندما وطئت قدم كونراد سطح القمر هلل وقال:«هوبلا ! ربما كانت تلك الخطوة خطوة صغيرة لنيل (أرمسترونج)، ولكنها بالنسبة لي خطوة كبيرة!» „Whoopie! Man, that may have been a small one for Neil, but that's a long one for me.“ وكانت تلك الكلمة محل رهان سابق بينه وبين أحدي الصحفيات الإيطاليات (أوريانا فالاشي)، فقد كانت الصحفية تدّعي ان ناسا تملى على رواد الفضاء ما يقولوه على سطح القمر، وحاول كونراد وقتها أن يقنعها بأن هذا ليس صحيحا، وأن لكل رائد من رواد الفضاء مطلق الحرية في التعبير عن شعوره عند الوصول إلى القمر.وكان أن اتفق معها على هذه الجملة التي سينطق بها عند الوصول.
لأول مرة يأخذ رواد الفضاء كاميرا تلفزيون ملون معهم، إلا أنها فسدت بتعرضها المباشر لضوء الشمس عندما كان ألان بين في سبيل تركيبها.
وعلى القمر بدأ كونراد وألان بين نصب أجهزة تجربة لدراسة خواص القمر على بعد نحو 200 متر من مركبتهما القمرية. وكان مقياس الهزات الأرضية والزلازل حساس لدرجة أنه قام بتسجيل خطوات الرائدين أثناء عودتهم إلى المركبة، وبعث بها الجهاز آليا إلى مركز القيادة في هيوستن.
وبعد استراحة في المركبة القمرية بدأ الرائدان الذهاب إلى مسبار سيرفيور 3، حيث قاما بفك بعض أجزائه العلمية بغرض استعادتها إلى الأرض والاستفادة من المعلومات المحصلة منه.

## العودة

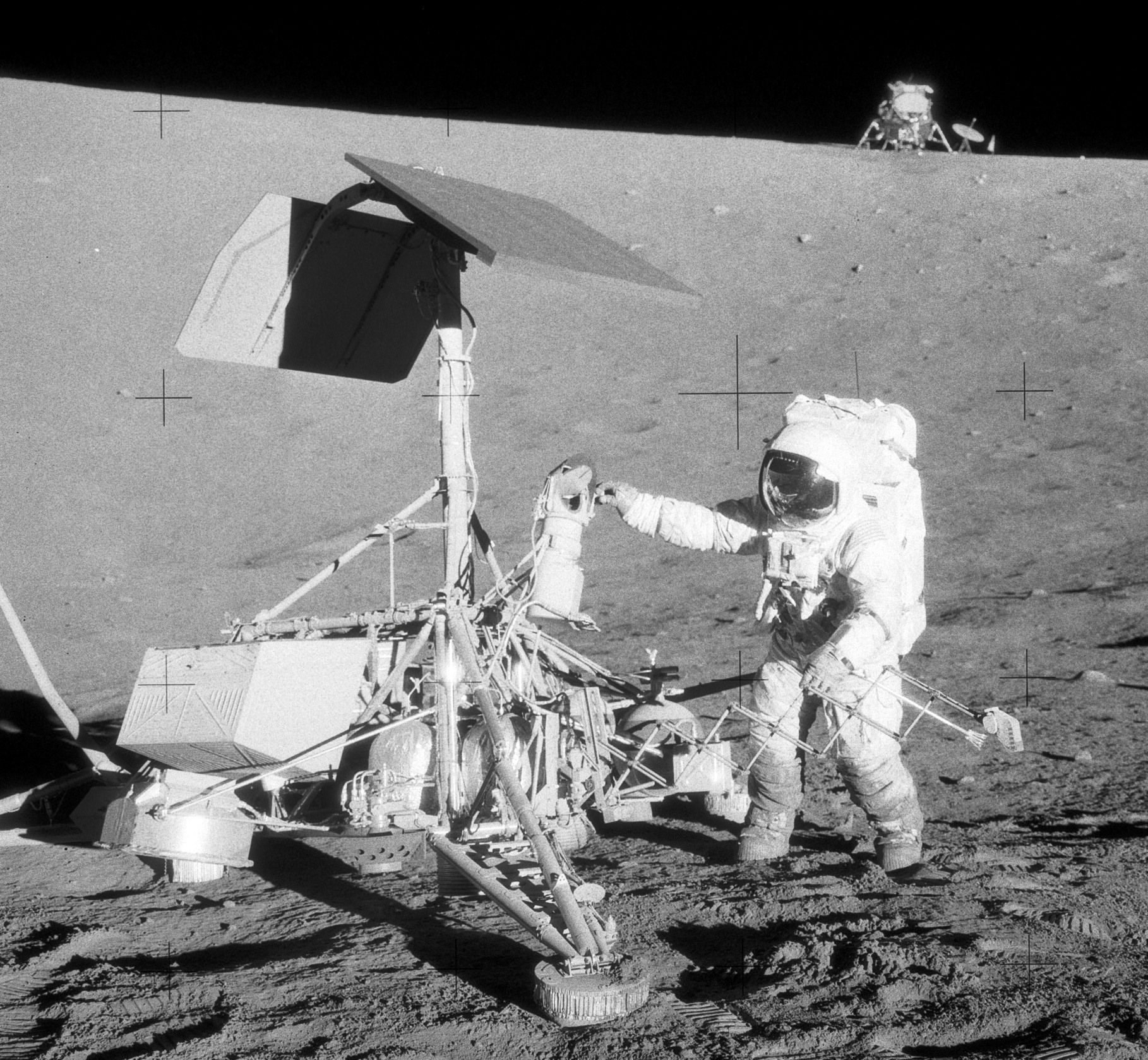
كونراد يفحص المسبار سيرفيور 3 ويبدو خلفه المركبة القمرية. (NASA)

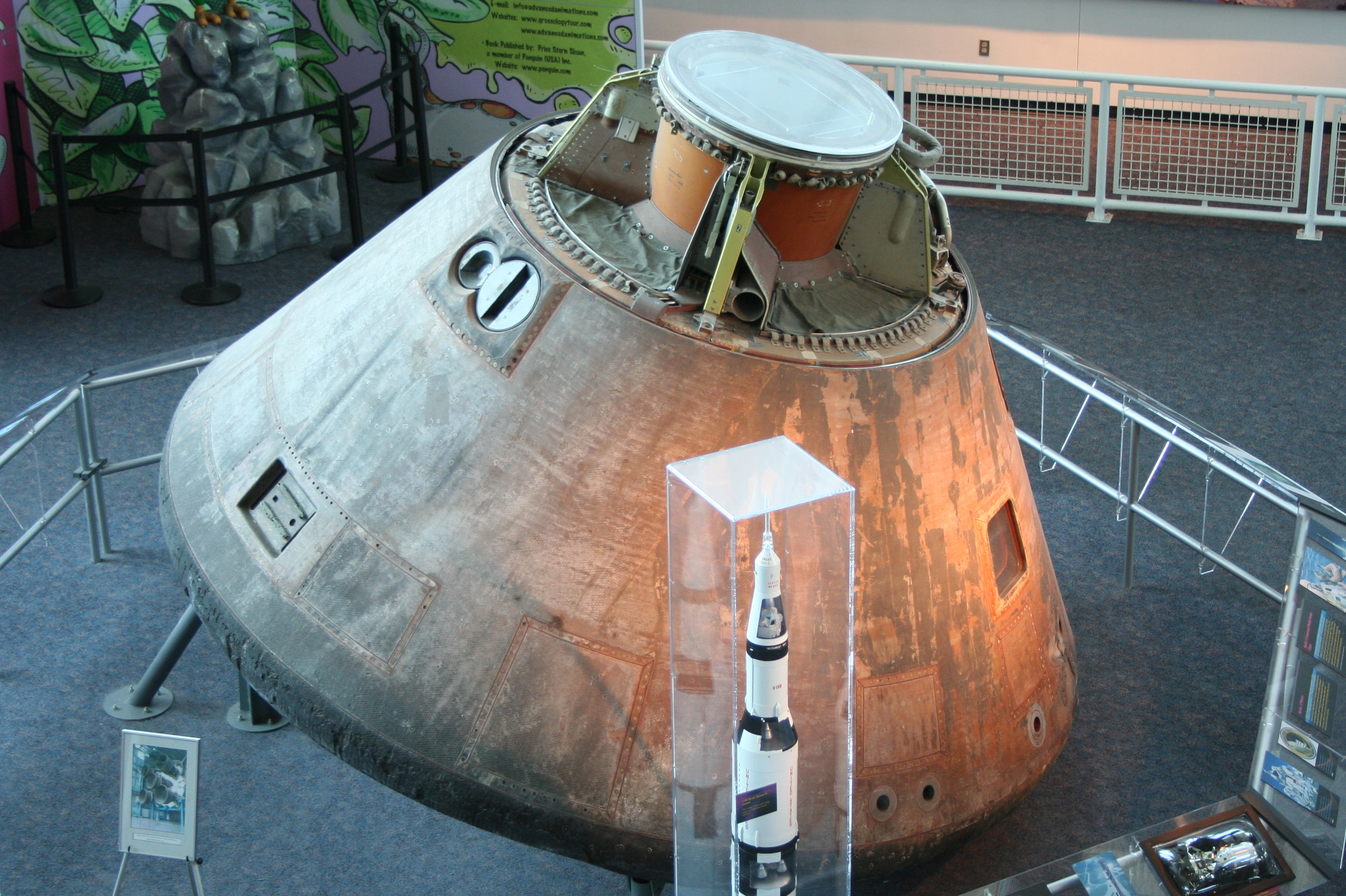
أبولو 12 :المركبة الرئيسية يانكي كليبر معروضة للجماهير في قاعدة فيرجينيا الجوية.

بدأ كونراد  وبين الصعود إلى المركبة الرئيسية بأن أشعلا المحرك الصاروخي للمركبة القمرية لمدة سبع دقائق. وكان بقاءهما على القمر قد استغرق 31 ساعة[ ؟ ] و31 دقيقة و11 ثانية. وكان هذا هو الوقت المناسب بالضبط لكي يتم لقاءهما مع زميلهما الثالث جوردن كوبر الذي يقود المركبة الرئيسية والالتحام بها في سبيل لعودة. وأمضى الرائدان كونراد وبين على سطح القمر مدة نحو 8 ساعات جمعا خلالها أيضا عينات من صخور وتربة القمر.
وأجروا عدة تصحيحات لمسار المركبة القمرية إنتربيد من أجل لقاء مركبة الفضاء يانكي كليبر والاشتباك معها. وبعد الاشتباك والالتحام بالمركبة الرئيسية انتقل كونراد وبين من المركبة القمرية إلى المركبة الرئيسية الفضائية، وقاموا بفك المركبة القمرية ودعوها تسقط فوق سطح القمر. وقد ارتطمت أنتربيد بسرعة قدرها 5و1 كيلومتر/ ثانية على سطح القمر في مكان يبعد نحو 72 كيلومتر من مقياس الزلازل الذي نصبوه. واستطاعت هيوستن تلقي إشارات التجربة التي قام كونراد وبين بنصبها على سطح القمر.
ومرت رحلة عودتهم إلى الأرض بلا مصاعب، وهبطت كبسولة الفضاء يانكي كليبر  برواد الفضاء سالمين في المحيط الهادي يوم 24 نوفمبر 1969 في الساعة 20:58 UTC، بعد عشرة أيام وأربع ساعات و36 دقيقة من مغادرتهم الأرض. إلا أن ارتطام الكبسولة بالماء كان شديدا نوعا ما مما أدى بوقوع أحد الكاميرات على وجه ألان بين وأصابته في عينه. وكما حدث مع أبولو 11 فقد كان وضع الكبسولة على الماء بالمقلوب، وقمتها القمعية أسفل الماء ولكنها سرعان ما اعتدلت.
واجريت على رواد الفضاء نفس الاحتياطات الصحية التي طـُبقت مع أبولو 11 : فبمجرد وصول رواد الفضاء إلى سفينة البحرية الأمريكية هورنيت USS Hornet دخلوا الحجر الصحي في مقصورة خاصة أعدت لهم، بغرض الاحطياط ضد أي ميكروبات غير معروفة لنا، يكون الرواد قد أحضروها معهم كشوائب من القمر. وبعد مرور خمسة أيام انتقل الرواد بمقصورتهم إلى هاواي ومنها إلى هيوستن. وغادروا الحجر الصحي بعد اتمامهم البقاء فيه لمدة 16 يوما.

## أهمية أبولو 12 لبرنامج أبولو
انجزت أبولو 12 لأول مرة الهبوط على القمر بطريق تحكم الحاسوب آليا وعلى درجة كبيرة من الوصول إلى الموقع المحدد. وبواسطة الأجهزة العلمية ALSEP التي قام رواد الفضاء بنصبها على سطح القمر أمكن فيما بعد الحصول على معلوات دقيقة عن خصائص القمر. وقد مرت رحلة أبولو 12 من دون أي مصاعب، بحيث تم اختيار منطقة صعبة لبعثة أبولو 13 وهو الهبوط في أعالي المنطقة المسماة فرا ماورو على القمر. كما عاد رواد الفضاء بكمية من عينات صخور القمر وتربته تزن نحو 34 كيلوجرام بغرض دراستها على الأرض.

## أين توجد المرحلة الثالثة؟

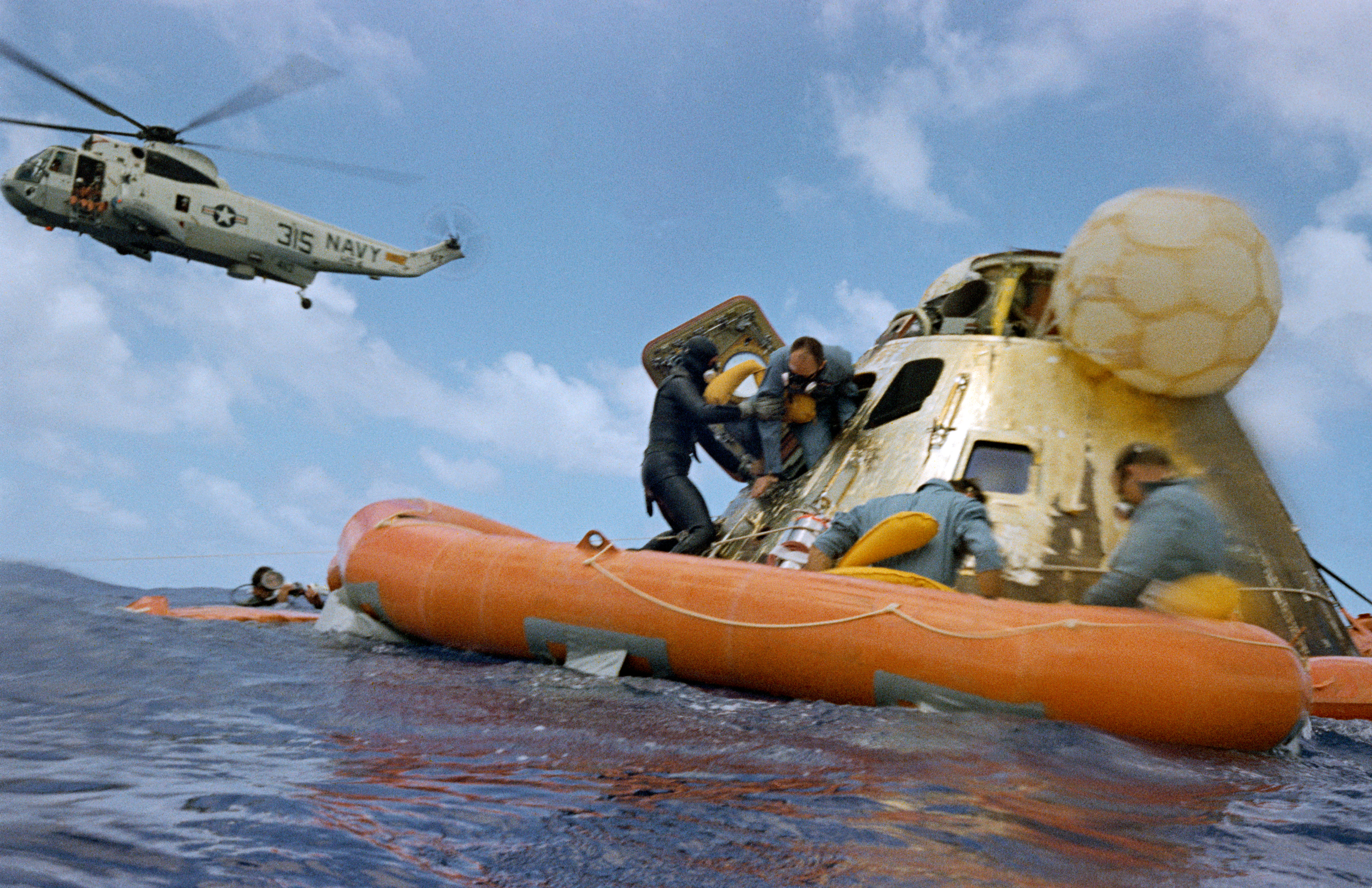
استقبال طاقم أبولو 12 في المحيط الهادي.

في يوم 3 سبتمبر 2002 عثر أحد الفلكيون وليام كوونج على أحد الشهب واعطاه اسما مؤقتا كالعادة J002E3 والغريب بالنسبة له أن هذا الجسم يتخذ مدارا حول الأرض. واعتقد الفلكيون زملاؤه انهم يشاهدون جسما فضائيا جديدا قطره 30 متر. ثم استطاع فريق من الباحثين في جامعة أريزونا تحليل طيف هذا الجسم واتضح أنه لمادة ثاني أوكسيد التيتانيوم. وتضح أيضا ان تلك المادة تُستخدم لطلاء المرحلة الثالثة من الصاروخ ساتورن 5. وبدراسة عكسية لمساره تبين أن هذا الجسم كان يتخذ مسارا حول الشمس لمدة 31 عام، وانه كان قبل هذا التاريخ بالقرب من الأرض. واعتقد الباحثون أنه إحدى مراحل رحلة أبولو 14، لكن ناسا بينت أن جميع أجزاء رحلة أبولو 14 معروفة لها تماما. فالمرحلة الثالثة لأبولو 14 دعتها ناسا ترطتم على سطح القمر بغرض قياس الهزة الزلزالية التي تحدثها عليه. وكان التفسير الوحيد هو أن يكون هذا الجسم هو المرحلة الثالثة لأبولو 12 (S-IVB) حيث لم توجد فيه كمية كافية من الوقود بحيث تبعده عن منطقة الأرض والقمر. ومعني ذلك أن المرحلة الثالثة اتخذت مسارا غير مستقرا حول الأرض والقمر بعد مروره بالقرب من القمر في 18 نوفمبر 1969. وانه لا بد وان اتخذ مدارا حول الشمس تحت تأثير جاذبية الشمس مما جعله يظهر ثانيا بعد 31 سنة قريبا من الأرض. وفي يونيو 2003 ترك الجسم J002E3 مدار الأرض، ومن المتوقع أن يعود للظهور مرة قادمة في عام 2032.

## اقرأ أيضًا
- أبولو 8
- أبولو 11
- أبولو 13
- أبولو 17
- برنامج أبولو
- نيل أرمسترونج
- بز ألدرن
- مايكل كولينز
- جون يونغ
- شالز ديوك
- ديفيد سكوت
- قائمة رواد فضاء أبولو
- صاروخ حامل